# Resina epoxi

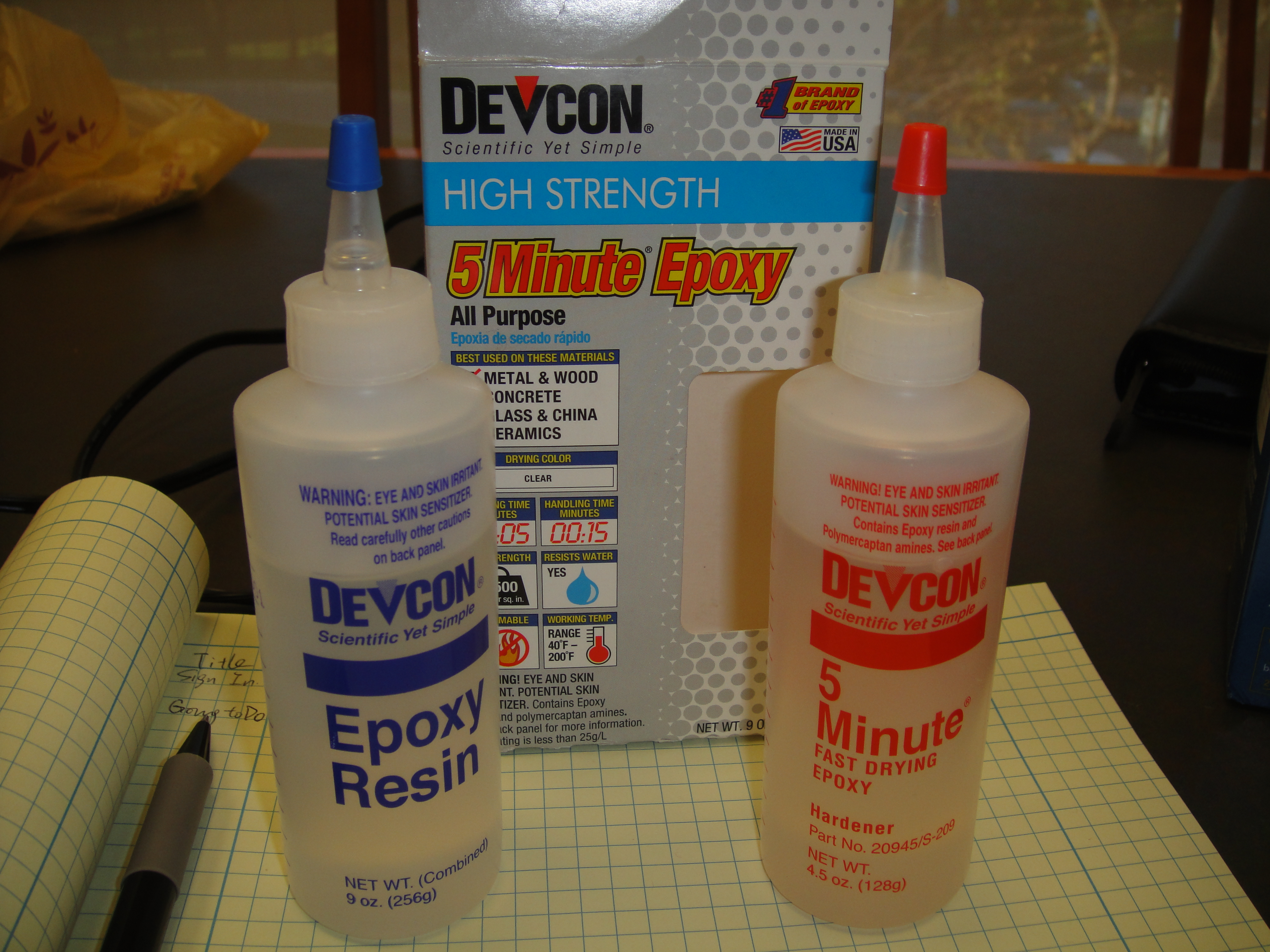
Envases de resina epoxy

El término epoxi hace referencia tanto a cualquiera de los componentes como al producto final (curado) de las denominadas resinas epoxi. También es el nombre coloquial para el grupo funcional epóxido. Las resinas epoxi, también llamadas poliepóxidos, son una clase de polímeros y prepolímeros reactivos, que contienen grupos epóxidos.
Pueden hacerse reaccionar (cross-link) tanto consigo mismos, a través de homopolimerización catalítica, como con co-reactivos incluyendo aminas polifuncionales, ácidos, anhídridos ácidos, fenoles, alcoholes y tioles. Estos co-reactivos suelen denominarse endurecedores o agentes de curado; y la reacción de "cross-linking" como “curado”. La reacción de los poliepóxidos consigo mismos o con endurecedores polifuncionales dan lugar a polímeros termoestables, que presentan habitualmente buenas propiedades mecánicas y alta resistencia química y térmica. Tienen un amplio rango de aplicaciones incluyendo recubrimientos metálicos, uso en componentes electrónicos/eléctricos y led, aislantes en instalaciones de alta tensión, en pinturas, en materiales reforzados con fibras y como adhesivos estructurales.
Las resinas epoxi más frecuentes son producto de una reacción entre epiclorohidrina y bisfenol A.

## Historia

Estructura del prepolímero epoxi, donde n indica el número de subunidades polimerizados y se encuentra en el rango de 0 hasta casi 25.

Los primeros intentos comerciales de producción tuvieron lugar en 1927 en los Estados Unidos. 
La condensación de epóxidos y aminas fue descrita y patentada por Paul Schlack de Alemania en 1934. El mérito de la primera síntesis de una resina basada en bisfenol-a lo comparten en 1936 el suizo Pierre Castan  (patentado en 1938)  y el estadounidense S.O. Greenlee (patentado en 1948).  
El trabajo de Castan fue licenciado por la compañía química suiza Ciba, Ltd., que se convirtió rápidamente en uno de los tres principales productores de resinas epoxi en el mundo, comercializándolas bajo el nombre de Araldite. El negocio de epoxi de Ciba se separó y luego se vendió a finales de los años 1990 y ahora es una unidad de negocio de Materiales Avanzados de Huntsman Corporation de los Estados Unidos.
Greenlee, trabajando para la pequeña compañía estadounidense Devoe-Reynolds, patentó una resina  derivada del bisfenol-A y de la epiclorohidrina.  Devoe-Reynolds, que estuvo activa en los primeros días de la industria de la resina epoxi, fue vendida a la Shell Chemical (ahora Momentive Specialty Chemicals, antiguamente Hexion, Resolution Polymers y otros).

## Aplicaciones
Las resinas epoxis tienen múltiples aplicaciones que se analizan a continuación.

### Manipulación y toxicidad
Con frecuencia se requiere el uso de mascarilla con filtro de carbón, guantes, lentes de protección y vestimenta que cubra la totalidad de la piel para evitar la absorción o respiración de los vapores, altamente cancerígenos, que la resina emana durante su preparación y curado.

### Pinturas y acabados
Los epoxis se usan mucho en capas de impresión, tanto para proteger de la corrosión como para mejorar la adherencia de las posteriores capas de pintura. Las latas y contenedores metálicos se suelen revestir con epoxi para evitar que se oxiden, especialmente en alimentos ácidos, como el tomate. También se emplea en decoraciones de suelos de alta resistencia, como el terrazo, fabricación de piletas de dicho material, frentes para automóviles, etcétera.

### Adhesivos
Las resinas epoxídicas son un tipo de adhesivos llamados estructurales o de ingeniería; el grupo incluye, además de estas resinas, a los polímeros poliuretano, acrílico y cianoacrilato. Estos adhesivos se utilizan en la construcción de aviones, automóviles, bicicletas, esquíes. Sirven para pegar gran cantidad de materiales, incluidos algunos plásticos, y se puede conseguir que sean rígidos o flexibles, transparentes o de color, de secado rápido o lento.
En general, si el secado de un adhesivo epoxídico se realiza con calor, será más resistente al calor y a los agentes químicos que si se seca a temperatura ambiente. La resistencia a la tracción de este tipo de adhesivos puede llegar a superar los 350 kg/cm², lo que les convierte en el adhesivo más resistente del mundo.

### Materiales compuestos
Las resinas epoxi se usan tanto en la construcción de moldes como de piezas maestras, laminados, extrusiones y otras ayudas a la producción industrial. Los resultados son más baratos, resistentes y rápidos de producir que los hechos de madera, metal, etc. Los compuestos de fibras y epoxi, aunque son más caros que los de resinas de poliéster o de éster de vinilo, producen piezas más resistentes. Además, las resinas epoxi pueden ser infiltradas en espumas metálicas (metal foams) para crear los materiales compuestos denominados IPC (Interpenetrating Phase Composites)

### Sistemas eléctricos y electrónicos
En generación eléctrica encapsulan o recubren los motores, generadores, transformadores, reductoras, escobillas y aisladores, para protegerlos. Además, las resinas epoxi son excelentes aislantes eléctricos y se usan en muchos componentes para proteger de cortocircuitos, polvo, humedad, etc.
En la industria electrónica se usan con profusión para el encapsulado de los circuitos integrados y los transistores, también se usan en la fabricación de circuitos impresos. El tipo de circuito impreso más frecuente FR-4 no es más que un sándwich de capas de fibra de vidrio pegadas entre sí por resina epoxi. También se usan en el pegado de las capas de cobre en las placas y forman parte de la máscara antisoldante de muchos circuitos impresos.

### Consumo y aplicaciones náuticas
Se pueden encontrar resinas epoxi en ferreterías y grandes almacenes, generalmente en forma de adhesivos de dos componentes. Se venden también en tiendas de náutica para reparación de barcos. Los epoxis no suelen ser la última capa del recubrimiento de un barco porque les afecta negativamente la exposición a luz ultravioleta (UV). Se suelen recubrir con barnices marinos o coberturas de gel de poliéster que protegen de los rayos UV.
La práctica totalidad de las estructuras aeronáuticas fabricadas con resinas termoestables utilizan el epoxi como plástico del refuerzo.
Se distinguen fácilmente porque la relación de mezcla de los epoxis se encuentra entre 10% y 50% de endurecedor, mientras que el catalizador de las resinas poliéster o viniléster se aplica entre el 0,5% y 2%, dependiendo de la necesidad (temperatura de trabajo, tiempo de curado...)

### Industria
La industria de la resina epoxi genera más de 5000 millones de dólares en América del Norte y unos 15.000 millones en el mundo entero.

### Arte
La resina epoxi también es vendida en una modalidad más maleable y en cantidades pequeñas para su uso en artesanías y ornamentos. Existen diferentes marcas y presentaciones que cambian de un país a otro.
Esta modalidad contiene dos componentes: una masilla de consistencia chiclosa (clasificada como componente A) y un catalizador (componente B). Para su uso es necesario mezclarlos. El proceso de secado dura de 20 a 25 minutos.
Un uso muy extendido de las resinas también es la creación de prop réplicas de objetos aparecidos en películas, videojuegos, historietas, etc., y en figuras y bustos de personajes de las mismas.